# Картунов Олексій Васильович
Олексій Васильович Картунов (30 березня 1940, с. Ново-Романівка, Арзгірський район, Ставропольський край — 3 червня 2018, Київ) — український науковець-політолог, історик, педагог. Кандидат історичних наук, доктор політичних наук, професор, академік Української академії політичних наук. Заслужений діяч науки і техніки України.

## Біографія
1957—1959 рр. працював монтажником будівельно-монтажного управління «Нафтобуд» (селище Затеречний, Ачикулакський район, Ставропільський край, Росія).
1959—1962 рр. служба у лавах Радянської армії. Влітку 1961 р брав участь у двох ядерних випробуваннях на першому в СРСР ракетодромі (Капустин Яр).
З 1962 р. навчався на історичному факультеті (відділення міжнародних відносин) Київського державного університету імені Тараса Шевченка, який закінчив 1967 р і отримав спеціальність «історик-міжнародник, викладач історії та суспільствознавства з правом викладання англійською мовою».
З 1967 р. по 1969 р. працював науковим співробітником-консультантом Відділу наукових зв'язків із зарубіжними організаціями Президії Академії наук УРСР.
У 1969—1977 рр. навчався в аспірантурі та працював на посаді молодшого наукового співробітника Інституту історії АН УРСР, де захистив кандидатську дисертацію на здобуття наукового ступеня кандидата історичних наук на тему «Молодь українського походження США та Канади: становище і боротьба (1960—1975 рр.)».
З 1977 по 1987 рр. працював на посаді старшого викладача та доцента кафедри філософії Київського національного торговельно-економічного університету.
У 1987—1991 рр. працював доцентом в Інституті підвищення кваліфікації викладачів суспільних наук при Київському національному університеті ім. Тараса Шевченка, де проходили перепідготовку викладачі суспільних наук з радянських республік та зарубіжних країн.
Впродовж 1991—1996 рр. працював завідувачем кафедри історії України та створеної ним кафедри політології Донбаської державної машинобудівної академії.
З 1996 р. працював в Університеті економіки та права «КРОК» (м. Київ), де створив і очолював кафедру суспільних наук. У 2003 р. там же започаткував спеціальність «Міжнародна інформація» та заснував кафедру міжнародної інформації, яку очолював до 2011 р.
1996 р. захистив в Інституті держави і права ім. В. М. Корецького НАН України докторську дисертацію на здобуття наукового ступеня доктора політичних наук на тему «Західні етнонаціональні та етнополітичні концепції: теоретико-методологічний аналіз».

Могила Олексія Картунова, Байкове кладовище

Як науковий дослідник і викладач працював в університетах Великої Британії, Польщі, Росії, США, ФРН, Чехії та інших країн.
Помер після важкої тривалої хвороби на 79-му році життя 3 червня 2018 року. Був кремований, прах похований у колумбарії Байкового кладовища (50°24′58.02″ пн. ш. 30°30′6.42″ сх. д. / 50.4161167° пн. ш. 30.5017833° сх. д.).

## Наукова діяльність
Картунов О. В. є автором та співавтором близько 600 наукових та навчально-методичних публікацій (монографій, енциклопедій, підручників, посібників, статей) з проблем політології, етнополітології, інформаційного суспільства, методології науки тощо.
Наприкінці 80-х років брав участь у розробці державної програми «Трансформація гуманітарної освіти в Україні».
Один із засновників політології в Україні та співавтор першого навчального посібника з цієї навчальної дисципліни (Основы политологии. Курс лекций для вузов. – К., 1991. – 248 с.).
Один із засновників нового наукового напряму та спеціальності «етнополітологія», визнаної ВАК України, та автором перших в Україні навчальних посібників з цієї дисципліни («Основы этнополитологии. Конспект лекций по спецкурсу». — К., 1992; «Основи етнополітології: Авторський теоретичний курс». — К., 1998. — 81 с.; «Вступ до етнополітології: Науково-навчальний посібник». — К., 1999. — 300 с.; «Західні концепції етнічності, нації та націоналізму». — К., 2007. — 192 с.).
2008—2009 рр.— член Науково-експертної колегії з проблем соціально-економічного розвитку при Кабінеті Міністрів України.
Член спеціалізованих вчених рад із захисту докторських та кандидатських дисертацій:
- Національної академії державного управління при Президентові України,
- Чернівецького національного університету ім. Ю. Федьковича,
- Інституту держави і права ім. В. М. Корецького НАН України,
- Національного педагогічного університету ім. М. П. Драгоманова.

Член редколегій наукових журналів:
1) «Наукові записки НаУКМА» серія «Політичні науки»;
2) «Науковий вісник Дипломатичної Академії України»;
3) «Науковий вісник» Чернівецького національного університету імені Юрія Федьковича. Серія: «історія, політологія, міжнародні відносини»;
4) «Політичний менеджмент»;
5) «Гілея: науковий вісник»;
6) «Політологічні та соціологічні студії»;
7) «Гуманитарный вестник» МГТУ им. Н. Э. Баумана. (Москва, РФ)
8) «European Journal of Law and Political Sciences». (Vienna, Austria)

## Основні наукові праці
- Вступление в этнополитологию. Курс лекций. — К., 1991.
- Этнонациональные отношения в политической жизни общества. — К., 1991.
- Основы политологии. Курс лекций для вузов. — К., 1991. (у співавт.)
- Межнациональные отношения. Термины и определения: Словарь-справочник. / Отв. ред. Ю. И. Римаренко. — К., 1991. (у співавт.)
- Основы этнополитологии: Конспект лекций по спецкурсу. — К, 1992.
- Етнонаціональний розвиток України: Терміни, визначення, персоналії. / Відп. ред. Ю. І. Римаренко, І. Ф. Курас. — К., 1993. (у співавт.)
- Абетка етнополітолога. У 2-х т. / За ред. Ю. Римаренко, О. Мироненко та ін. — К., 1995. (у співавт.)
- Мала енциклопедія етнодержавознавства. / Редкол.: Ю. І. Римаренко та ін. — К., 1996. (у співавт.)
- Основи етнодержавознавства: Підручник. / За ред. Ю. І. Римаренка. (Гриф «Допущено МОНУ») – К., 1997. (у співавт.)
- Світова та вітчизняна етнодержавницька думка. (У персоналіях). / Відп. ред. Ю. І. Римаренко. — Київ-Донецьк, 1997. (у співавт.)
- Націоналізм як суспільний феномен: Енциклопедичний словник. / За ред. Ю. І. Римаренко. — Донецьк, 1997. (у співавт.)
- Нація і держава. Теоретико-методологічний та концептуальний аналіз. — Кн. 1-2. / За ред. Ю. І. Римаренка. — Київ-Донецьк, 1998. (у співавт.)
- Міграційні процеси у сучасному світі: світовий, регіональний та національний виміри. Енциклопедія. / За ред. Ю. І. Римаренка — К., 1998. (у співавт.)
- Основи етнополітології: Авторський теоретичний курс. — К., 1998.
- Картунов О. В. Вступ до етнополітології: Науково-навчальний посібник. — К., 1999. (Гриф Допущено Міністерством освіти України).
- Етнос. Нація. Держава: Україна у контексті світового етнодержавницького досвіду: Монографія. / За заг. ред. Ю. І. Римаренко. — К., 2000. (у співавт.)
- Політологія: Підручник. / За заг. ред. Ю. І. Кулагіна, В. І. Полуріза. — К., 2002; (Гриф «Рекомендовано МОНУ»). (у співавт.)
- Картунов О. В. Західні теорії етнічності, нації та націоналізму: Навч. посібник. — К., 2007. (Гриф «Рекомендовано МОНУ»).
- Картунов О.В., Маруховський О.О. Інформаційне суспільство: аналіз політичних аспектів зарубіжних концепцій. Монографія до 20-річчя Університету «КРОК». – К., 2012.

## Відзнаки
- 1990 р. — Подяка Міністерства вищої і середньої спеціальної освіти УРСР за розробку та впровадження в навчальний процес у вищих навчальних закладах України навчального курсу «Політологія» (Наказ № 72-02 від 07.05.1990 р.).
- Знак «Відмінник освіти України» (наказ № 123-к від 29.03.2000 р., посвідчення № 43401).
- Подяка Президента України (2000 р.).
- Почесна Грамота Верховної Ради України (№ 174 від 5 квітня 2002 р.)
- Нагрудний знак «Петро Могила» (посвідчення № 522) наказ МОНУ № 381 від 25 квітня 2007 р.
- Почесна грамота Академії педагогічних наук України (розпорядження Президента АПНУ від 17.02.2010 р.).
- Почесний Знак Інституту держави і права ім. В. М. Корецького НАН України (посвідчення № 93) наказ Інституту № 15 від 26.03.2010 р.
- Знак «За наукові досягнення» (посвідчення № 1238) наказ МОНУ № 115-к від 30.04.2010 р.;
- Почесне звання «Заслужений діяч науки і техніки України». (Указ Президента України № 726/2010 від 25 червня 2010 року)